# Cotovia-da-ilha-stephen
A cotovia-da-ilha-stephen (Xenicus lyalli) era uma ave passeriforme não voadora da família Acanthisittidae, que vivia exclusivamente na Ilha Stephen no Estreito de Cook, que separa as duas ilhas da Nova Zelândia. A espécie extinguiu-se em 1894. A ilha Stephen, com apenas 2,5 km² de área, foi a distribuição geográfica mais reduzida registada para uma espécie de ave.
A cotovia-da-ilha-stephen era uma ave de pequeno porte, com cerca de 10 cm de comprimento. A sua plumagem era de cor verde-azeitona, salpicada de pontos amarelados no corpo e riscas da mesma cor nas asas. O vago dimorfismo sexual da espécie manifestava-se pelo facto de as fêmeas serem de cor mais baças. O bico curto e as patas altas eram castanho-claro. As asas tinham cerca de 4,5 cm de comprimento e demasiado reduzidas para permitir o voo. A cotovia-da-ilha-stephen era o único membro da ordem Passeriformes que não conseguia voar.
Pouco se sabe a respeito dos seus hábitos para além de que era um animal crepuscular, mas a sua trágica extinção está bem documentada.
Originalmente, a cotovia-da-ilha-stephen estava distribuída por toda a Nova Zelândia, incluindo as ilhas do Sul e do Norte. A chegada dos Maori há cerca de 1000 anos provocou perturbações no ecossistema das ilhas e teve um impacto negativo na biodiversidade das ilhas com a extinção de várias espécies, por exemplo a moa. Para a cotovia-de-stephen, não voadora, o factor decisivo foi a introdução do rato-do-pacífico (ou kiore), uma espécie invasora que dizimou as populações desta pequena ave. Pouco tempo depois, a cotovia extinguia-se em 99% do seu habitat original, conservando-se apenas na diminuta Ilha Stephen, desconhecida do mundo científico. Em 1893, foi instalado um farol na ilha, que passou a ter pela primeira vez ocupação humana. Com o faroleiro David Lyall, chegou um gato doméstico chamado Tibbles, apenas um mas o suficiente para provocar uma hecatombe. Ao longo dos meses seguintes, o gato caçou e matou todas as cotovias, que como não voavam, não lhe conseguiam fugir. O gato trouxe várias das suas presas ao dono, que achou graça aos passarinhos e vendeu cerca de nove corpos ao Barão Walter Rothschild, um ornitólogo que os identificou como espécie única. Era tarde demais, pois a voracidade do gato já tinha feito o seu trabalho.
A extinção das cotovias-da-ilha-stephen passou à margem da opinião pública na altura e a única polémica que está associada à espécie é uma acesa discussão entre Lord Rothschild e Sir Walter Buller (outro ornitólogo) sobre os direitos de prioridade na sua descrição. Houve num entanto um jornalista neozelandês que comentou na sua coluna que, de futuro, os faroleiros deviam ser proibidos de ter gatos.
O desaparecimento da cotovia-da-ilha-stephen é o único exemplo de uma extinção resultante das ações de um único indivíduo. Curiosamente, foi um felino e não um humano (claro que é de considerar a particularidade de que o gato só estava naquela ilha por ser animal de estimação de um humano).